# Подгорное (Липецкий район)
Подго́рное — село в Липецком районе Липецкой области России. Входит в состав Сырского сельсовета.

## География
Расположено на правом берегу реки Воронеж, в 3 км от города Липецк. граничит с селом Сырским и микрорайоном Сырский Рудник на севере, с ЛКАД на западе, с микрорайоном Подгорное на востоке и с селом Хрущёвка на юге.

## История
Возникло в первой четверти XVII века. Входило тогда в число владений царского родственника И. Н. Романова (см. село Ленино). Упоминается в документах 1627—1628 годов.
Название — по местоположению под горой.
По данным метрических книг за 1835 год в селе проживали семьи Проскурины, Попадины, Ролдугины, Негробовы, Чукановы, Гункины, Шубины, Азарнины, Козловы.
В 1855 году в селе была построена каменная церковь Параскевы Пятницы.
В 1965 году открылась первая очередь Подгоренского кирпичного завода.
В  1987 году часть села передана городу Липецку (см. «Подгорное»).
В 2020 году на месте онкологической больницы открылся детский сад.

## Население
| 2010 | 2012  | 2021  |
| ---- | ----- | ----- |
| 2509 | ↗2771 | ↗3098 |

## Экономика
В западной части посёлка (район улиц Прогонной и Железнодорожной) находятся склады, металло- и стройбазы, частные предприятия. Также в посёлке расположена крупная подстанция. Из крупных предприятий можно выделить Подгорненский мукомольный завод, принадлежащий компании "Лимак", Подгоренский пивзавод и Подгоренский кирпичный завод ( на данный момент закрыт, производственные площадки занимают компании по обслуживанию грузовых автомобилей, мебельная фабрика, ресторан, обувная фабрика и склад "Уютера" (ныне закрыт).
По ул. Титова расположены два сетевых магазина "Пятёрочка", "Доброцен" и другие магазины. У поворота на ул. Прогонную находятся дорожные кафе.
Через посёлок проходит однопутная железнодорожная ветка, ведущая на элеватор. Ранее данная ветка вела также на кирпичный завод и ленинский мясокомбинат, но в связи с закрытием данных предприятий, ведущие на них пути были разобраны.
В посёлке ведётся строительство частного сектора, особенно активно оно идёт в посёлке "Берендей", который административно относится к с. Подгорное.

## Власть
На ул. Центральной находится администрация Сырского сельсовета Липецкого района.

## Религия
В посёлке расположены сельский храм, а также два кладбища: старое и новое. Старое кладбище расположено около ул. Титова (за остановкой Подгорное), а новое находится на окраине посёлка (за рекой Белоколодец).

## Транспорт
Через Подгорное проходят маршруты липецкого городского автобуса № 37, ходящего по Подгоренской улице (остановка ул. Заводская) и автобусов пригородных маршрутов № 102, 103, 402 (остановки ул. 2-я Заводская, Телецентр и Подгорное (по ул. Титова)).
Через посёлок проходит трасса А-133 федерального значения.

## Улицы
В данном разделе улицы расположены в алфавитном порядке (данные составлены на основе Яндекс карт).
Звёздочкой будут помечены приграничные улицы улицы села, которые частично находятся в другом н/п; жирным курсивом - наиболее крупные и главные улицы; подчёркнутым - относительно недавно появившиеся улицы, которые сейчас застраиваются.
1. Аграрная
2. Белоколодезная
3. Богатырёва
4. Декабристов
5. Железнодорожная
6. Заводская
7. 2-я Заводская
8. Киселёва
9. Курская
10. 50 лет Победы
11. Лоскутная
12. 9 Мая
13. Москва
14. Набережная
15. Октябрьская*
16. Подгоренская*
17. Прогонная
18. Пушкина
19. Светлая
20. Телецентровская
21. Терешковой
22. Титова*
23. Центральная
24. Школьная
25. Элеваторная*
26. Юбилейная

### Берендей
Примечание: здесь также перечислены проезды. Они будут помечены курсивом.
- Адмирала Ушакова
- Казачий
- Нахимова
- Солнечная
- Строителей
- Строителей
- Прудная
- Прудный
- Тамбовская